# Saint-Chinian
Saint-Chinian (in occitano Sanch Inhan) è un comune francese di 1 858 abitanti situato nel dipartimento dell'Hérault nella regione dell'Occitania.

## Società

### Evoluzione demografica
Abitanti censiti